# Acuminita
La acuminita es un mineral de la clase de los minerales haluros. Fue descubierta en 1986 en Ivittuut, en Groenlandia (Dinamarca), siendo nombrada así del latín acuminis (punta de lanza), en alusión a la forma de sus cristales. Un sinónimo es su clave: IMA1986-038.

## Características químicas
Es un fluoruro hidroxilado e hidratado de estroncio y aluminio. Su estructura molecular es la de soro-aluminofluoruro con octaedros aislados. Es dimorfo del mineral tikhonenkovita.
El color incoloro a blanco que presenta puede cambiar a amarillo tras exponerlo a los rayos X.
Además de los elementos de su fórmula, suele llevar como impureza calcio.

## Formación y yacimientos
Es una sal compleja que solo se ha encontrado en dos cavidades de 10 cm de diámetro, en forma de cristales como puntas de flecha, en un yacimiento de criolita enriquecida en estroncio.
Suele encontrarse asociado a otros minerales como: fluorita, jarlita, thomsenolita, pachnolita, ralstonita, gearksutita o celestina.

## Usos
Si se encontrase en mayor cantidad, podría ser extraído de las minas como mena del aluminio y del estroncio.